# Dalkendorf
Dalkendorf es un municipio situado en el distrito de Rostock, en el estado federado de Mecklemburgo-Pomerania Occidental (Alemania), a una altitud de 54 metros. Su población a finales de 2016 era de 200 habs. y su densidad poblacional, 16 hab/km².